# Zonnepark Lange Runde
Het Zonnepark Lange Runde is gelegen in Barger-Compascuum in de Nederlandse provincie Drenthe. Het park beslaat een oppervlakte van ca 18 ha en bestaat uit 118.200 zonnepanelen en 4 centrale omvormers. 
Het park werd in gebruik genomen op 21 december 2017 en blijft voor minstens 20 jaar in bedrijf. Het park levert jaarlijks ongeveer 14 GWh aan het elektriciteitsnet. De eigenaars van het park zijn de Noorse onderneming Statkraft en Blue Elephant Energy AG uit Hamburg.

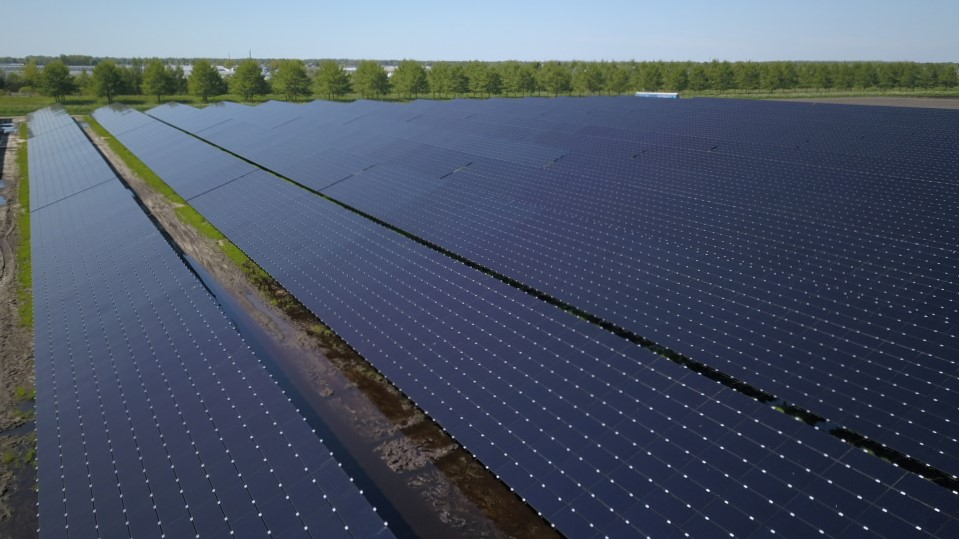
Westelijk deel van het zonnepark
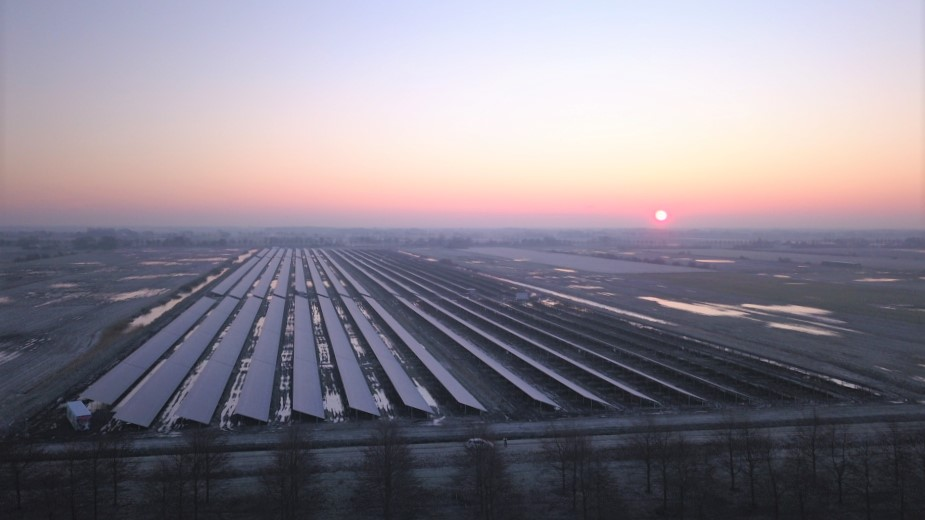
Zonsopkomst in de winter